# Terc-butylthiol
terc-Butylthiol, zkráceně t-BuSH, je organická sloučenina se vzorcem (CH3)3CSH, patřící mezi thioly. Používá se při odorizaci zemního plynu.

## Výroba a příprava
Tuto látku poprvé připravil Leonard Dobbin v roce 1890 reakcí sulfidu zinečnatého a terc-butylchloridu. Později byla také provedena příprava využívající Grignardovo činidlo terc-butylmagnesiumchlorid (t-BuMgCl), které reakcí se sírou vytvořil thiolát, z nějž hydrolýzou vznikl thiol:
t-BuMgCl + S → t-BuSMgCl
t-BuSMgCl + H2O → t-BuSH + Mg(OH)Cl
Průmyslově se vyrábí z isobutenu a sulfanu za katalýzy oxidem hlinitým na amorfním oxidu křemičitém.

## Reakce
terc-Butylthiol může být deprotonován hydridem lithným v aprotickém rozpouštědle, například hexamethylfosforamidu; vzniká přitom lithný thiolát použitelný jako demethylační činidlo, které například se 7-methylguanosinem vytváří guanosin, přičemž jiné N-methylované nukleosidy v tRNA jím demethylovány nejsou.
Tato látka reaguje s ethoxidem thallným za tvorby příslušného thallného thiolátu:
(CH3)3CSH + TlOC2H5 → (CH3)3CSTl + HOC2H5
Tento thiolát lze použít na přeměny acylchloridů na thioestery:
(CH3)3CSTl + RCOCl → RCOSC(CH3)3 + TlCl
S chloridem molybdeničitým vytváří terc-BuSLi tetrathiolátový komplex:
MoCl4 + 4 t-BuSLi → Mo(t-BuS)4 + 4 LiCl

## Použití a výskyt
terc-Butylthiol je složkou řady směsí pro odorizaci zemního plynu, spolu s dalšími sloučeninami, jako jsou dimethylsulfid, methylethylsulfid, tetrahydrothiofen nebo isopropylthiol, sek-butylthiol a/nebo butan-1-thiol, kde se využívá jeho poměrně vysoká teplota tání -0,5 °C. Tyto směsi se nepoužívají u propanu, který má oproti nim více odlišnou teplotu varu. Protože se propan dodává zkapalněný a při použití se odpařuje, tak rovnováha mezi kapalinou a párou omezuje množství odorizující látky v parách.

### Potravinářství
terc-Butylthiol se dá použít jako ochucovadlo potravin. Byl na seznamu povolených aditiv Evropského úřadu pro bezpečnost potravin (FL-no: 12.174), byl však vyškrtnut pro podezření z genotoxicity. Také se ve stopových množstvích vyskytuje ve vařených bramborech.